# William Painter
William Painter (c. 1540 – London, 1594. február 22.) angol író, műfordító, klasszikus és olasz művek átdolgozásait tartalmazó fő műve, a The Palace of Pleasure sok Erzsébet-kori íróra és költőre volt hatással.

## Élete
Painter a cambridge-i St. John's College-ban tanult, 1561-ben a londoni Towerben a tüzérségi utánpótlásért felelős vezető hivatalnok (Clerk of the Ordnance) lett. 1591-ben fia, Anthony beismerte, hogy apjával együtt visszaélt a tisztséggel, ám Painter haláláig megtarthatta állását.
A The Palace of Pleasure először 1566-ban jelent meg és 60 történetet tartalmazott. A második kötetben 34 új történet kapott helyet, az 1575-ös javított kiadásban pedig hét új elbeszélés.
A könyv több mű születését is elősegítette, William Shakespeare például néhány részletet innen vett át a Rómeó és Júliához, de James Shirley Loves Crueltie és Robert Wilmot The Tragedy of Tancred and Gismund című műveinek alapjául is szolgált.